# Herpetopoma sulciferum
Herpetopoma sulciferum is een slakkensoort uit de familie van de Chilodontaidae. De wetenschappelijke naam van de soort is voor het eerst geldig gepubliceerd in 1853 door A. Adams.